# Castrul roman Morisena
Castrul roman Morisena este situat pe teritoriul localității Cenad, județul Timiș.